# وحلية مائية
وحلية مائية (Limosella Aquatica) هو نوع واسع الانتشار من نبات الإزهار في فصيلة الغدبية المعروفة باسم وحلية الماء. وهي تتواجد في المناخ المعتدل، حيث تنمو في العديد من أنواع الموائل الرطبة. وهو نبات مائي، ينمو في موائل الأراضي الرطبة مثل المروج، في الطين والرمل الرطب بجوار الماء، ويغرق جزئيًا أو يطفو في الماء. هو عشب سنوي لحمي يشكل خصل منخفضة في الركيزة الموحلة. تتكون الورقة من سويقة يصل طولها إلى 30 سم ولكنها عادة أقصر إلى حد ما، مع شفرة مسطحة على شكل ملعقة يصل طولها إلى 3 سم. الإزهار عبارة عن ساق منتصب يحمل زهرة بيضاء صغيرة إلى زهرة وردية أو زرقاء ملونة يبلغ عرضها 2 ملم تقريبًا. الفاكهة عبارة عن كبسولة يصل عرضها إلى 5 ملليمترات وتحتوي على العديد من البذور الصغيرة.

## روابط خارجية
- علاج جيبسون اليدوي
- معرض الصور